# Trilogia di Zelinda e Lindoro
Con Trilogia di Zelinda e Lindoro si fa riferimento a un ciclo di tre commedie di carattere in prosa (Gli amori di Zelinda e Lindoro, La gelosia di Lindoro e Le inquietudini di Zelinda) che il commediografo Carlo Goldoni compose nel 1764 per il Teatro San Luca di Venezia, dove furono rappresentate senza incontrare il favore del pubblico.
Si tratta della trasposizione in italiano di tre canovacci (scenari) di commedia dell'arte composti dal commediografo veneziano nel 1763 in francese e rappresentati con grande successo di pubblico e critica alla Comédie Italienne di Parigi: Les amours d'Arlequin et de Camille, La jalousie d'Arlequin e Les inquiétudes de Camille.
In questa storia in tre puntate, l'amore dei due giovani Zelinda e Lindoro viene minacciato prima dall'attenzione che Don Flaminio ha per Zelinda, poi, dopo il matrimonio, dalla gelosia di Lindoro e, infine, dal testamento del defunto Don Roberto che riaccende la gelosia dei due giovani. Secondo alcuni studiosi, nel ritmo della scrittura, che rimanda a Marivaux, già si respira un'aria preromantica, un'anticipazione del dramma borghese dell'Ottocento. Nella Trilogia, Goldoni abbandona definitivamente la commedia lagrimosa per esplorare tutte le zone irrazionali dell'amore e per esaltare lo spessore psicologico dei personaggi: " una poetica nuova che percorrerà il teatro dalle passionali evasioni romantiche alla lucida melanconia di Čechov ".